# Ndara Tholus
Lo Ndara Tholus è una struttura geologica della superficie di Venere.